# 涅普站
涅普站是法国的一个铁路乘降所，位于法国北部城市涅普。

## 位置
涅普站位于涅普市区的西南部，省道D422线的铁路平交道口东侧。车站大致呈东南-西北走向，由道口两端进入站台。原有站房位于铁路线东北侧，现已废弃。

## 停靠线路
以下列车线路在涅普站停靠：
| 涅普站列车线路表              |                     |              |                 |              |
| 线路                          | 车种                | 上一站       | 下一站          | 大致运行频率 |
| 里尔—阿兹布鲁克/加来/敦刻尔克 | TER Hauts-de-France | 阿尔芒蒂耶尔 | 斯滕韦克/拜约勒 | 每天17趟左右 |
| 1.                            |                     |              |                 |              |

## 配套交通

### 长途客车
| 停靠涅普站的长途客车 |                            |                                                                      |
| 上下车地点           | 运营单位                   | 主要目的地                                                           |
| 涅普站 附近          | 诺尔省城际客运 Arc en Ciel | 113 阿尔芒蒂耶尔 · 斯滕韦克（南部） · 埃斯泰尔 · 新贝尔坎 · 梅尔维勒 |
| 涅普站 附近          | SNCF                       | 当某条铁路线施工或罢工时，SNCF可能会提供途径该线路沿途站点的大巴车   |
| 1. 2. 3.             |                            |                                                                      |

### 城市公共交通
涅普站附近暂无城市公共交通线路。

## 临近车站
| 涅普站（Gare de Nieppe）       |                |                    |
| 上行车站                       | 线路           | 下行车站           |
| 阿尔芒蒂耶尔站 3.9km ←         | 里尔－加来铁路 | 斯滕韦克站 → 3.5km |
| - 本表仅显示运营中的线路及车站 |                |                    |